# Lotta libera ai Giochi della XX Olimpiade - Pesi mosca leggeri
La competizione della categoria pesi mosca leggeri (fino a 48 kg) di lotta libera dei Giochi della XX Olimpiade si è svolta dal 27 al 31 agosto 1972 al Wrestling-Judo Hall di Monaco di Baviera.

## Formato
Ad ogni incontro venivano assegnate le seguenti penalità:
| In caso di vittoria | In caso di vittoria     | In caso di pareggio | In caso di pareggio | In caso di sconfitta | In caso di sconfitta              |
| ------------------- | ----------------------- | ------------------- | ------------------- | -------------------- | --------------------------------- |
| 0                   | Per schienata, ritiro   | 2                   |                     | 3                    | Ai punti                          |
| 0,5                 | Per superiorità tecnica | 2,5                 | con passività       | 3,5                  | Per superiorità tecnica           |
| 1                   | Ai punti                | -                   | -                   | 4                    | Per schienata, ritiro, squalifica |

Con sei penalità o più il lottatore veniva eliminato. Quando rimanevano solo due o tre lottatori, si disputava un turno finale per determinare l'ordine delle medaglie.

## Risultati
| Legenda                                  | Legenda |
| ---------------------------------------- | ------- |
| Lottatore con 6 penalità o più Eliminato |         |

### 1º Turno
Si è disputato il 27 agosto
| Vincitore       | Pen. | Risultato   | Sconfitto      | Pen. |
| --------------- | ---- | ----------- | -------------- | ---- |
| Sefer Baygın    | 2    | = Parità =  | Ognyan Nikolov | 2    |
| Attila Laták    | 0,5  | Superiorità | Gad Zobari     | 3,5  |
| Sergio Gonzalez | 2    | = Parità =  | Ibrahim Javadi | 2    |
| Rolf Lacour     | 1    | Ai Punti    | B. Jamsran     | 3    |
| Jürgen Möbius   | 1    | Ai Punti    | Jang Dok-Ryong | 3    |
| Masahiko Umeda  | 1    | Ai Punti    | Ion Arapu      | 3    |
| Roman Dmitriev  | 0    | Schienata   | Adkar Maruti   | 4    |

### 2º Turno
Si è disputato il 28 agosto
| Vincitore       | Pen. | Risultato  | Sconfitto      | Pen. |
| --------------- | ---- | ---------- | -------------- | ---- |
| Ognyan Nikolov  | 2    | Schienata  | Gad Zobari     | 7,5  |
| Sefer Baygın    | 2    | Schienata  | Attila Laták   | 4,5  |
| Ibrahim Javadi  | 2    | Schienata  | B. Jamsran     | 7    |
| Sergio Gonzalez | 4    | = Parità = | Rolf Lacour    | 3    |
| Ion Arapu       | 4    | Ai Punti   | Jürgen Möbius  | 4    |
| Jang Dok-Ryong  | 4    | Ai Punti   | Adkar Maruti   | 7    |
| Roman Dmitriev  | 1    | Ai Punti   | Masahiko Umeda | 4    |

### 3º Turno
Si è disputato il 29 agosto
| Vincitore       | Pen. | Risultato   | Sconfitto      | Pen. |
| --------------- | ---- | ----------- | -------------- | ---- |
| Ognyan Nikolov  | 2    | Schienata   | Attila Laták   | 8,5  |
| Ibrahim Javadi  | 2,5  | Superiorità | Sefer Baygın   | 5,5  |
| Sergio Gonzalez | 6    | = Parità =  | Jürgen Möbius  | 6    |
| Ion Arapu       | 4    | Schienata   | Rolf Lacour    | 7    |
| Masahiko Umeda  | 5    | Ai Punti    | Jang Dok-Ryong | 7    |
| Roman Dmitriev  | 1    | Ritirato    |                |      |

### 4º Turno
Si è disputato il 30 agosto
| Vincitore      | Pen. | Risultato | Sconfitto      | Pen. |
| -------------- | ---- | --------- | -------------- | ---- |
| Roman Dmitriev | 2    | Ai Punti  | Ognyan Nikolov | 5    |
| Sefer Baygın   | 6,5  | Ai Punti  | Ion Arapu      | 7    |
| Ibrahim Javadi | 3,5  | Ai Punti  | Masahiko Umeda | 8    |

### Turno finale
Si è disputato il 31 agosto
| Vincitore      | Pen. | Risultato | Sconfitto      | Pen. |
| -------------- | ---- | --------- | -------------- | ---- |
| Roman Dmitriev | 1    | Ai Punti  | Ognyan Nikolov | 3    |
| Ognyan Nikolov | 4    | Ai Punti  | Ibrahim Javadi | 3    |
| Roman Dmitriev | 2    | Ai Punti  | Ibrahim Javadi | 6    |

1. ↑  Disputato nel 4º turno

## Classifica finale
| Pos.    | Atleta                   | Nazione          |
| ------- | ------------------------ | ---------------- |
| Oro     | Roman Dmitriev           | Unione Sovietica |
| Argento | Ognyan Nikolov           | Bulgaria         |
| Bronzo  | Ibrahim Javadi           | Iran             |
| 4       | Sefer Baygın             | Turchia          |
| 5       | Ion Arapu                | Romania          |
| 6       | Masahiko Umeda           | Giappone         |
| 7       | Jürgen Möbius            | Germania Est     |
| 7       | Sergio Gonzalez          | Stati Uniti      |
| 9       | Rolf Lacour              | Germania Ovest   |
| 9       | Jang Dok-Ryong           | Corea del Nord   |
| 11      | Attila Laták             | Ungheria         |
| 12      | Adkar Maruti             | India            |
| 12      | Bazarragchaagiin Jamsran | Mongolia         |
| 14      | Gad Zobari               | Israele          |